# Фаваро, Антонио
Антонио Фаваро (итал. Antonio Favaro, 21 октября 1847, Падуя — 30 сентября 1922, Падуя) — итальянский историк математики по специалист по графической статике.

## Биография
Получив степень доктора в Падуанском университете, он занял там же в 1872 году должность профессора проективной геометрии, а в 1882 году — профессора графической статики.
Гораздо более, чем в сочинениях по графической статике, проявил Фаваро самостоятельности и оригинальности в работах по истории математики. Его первой появившейся в печати историко-математической работой была «Beiträge zur Geschichte der Planimeter» (Förster, «Allgem. Bauzeitung», XXXVIII, 1873).
В области истории физико-математических наук Фаваро избрал главным предметом своих исследований жизнь и деятельность Галилея (более 20 работ). Поэтому в 1886 году, когда итальянское правительство пришло к мысли о необходимости заново обработанного и возможно полного издания сочинений Галилея, оно обратилось к Фаваро с предложением взять на себя редакцию предположенного издания. С 1890 по 1900 год Фаваро выпустил 10 томов под заглавием «Le opere di Galileo Galilei Edizione nazionale». Согласно первоначальным предположениям остаются ещё не изданными 10 томов. Вышла также отдельным изданием составленная совместно с Аларико Карли (итал. Alarico Carli) «Bibliografia Galileiana (1658—1895) raccolta ed illustrata» (Рим, 1896). В более или менее тесной связи с работами по изданию сочинений Галилея находятся и все другие труды Фаваро, появившиеся в свет с 1887 г. в количестве 55.
Другим важным трудом жизни Фаваро было непрерывно ведённое им с 1878 году в Падуанском университете чтение лекций по истории математики.

## Работы

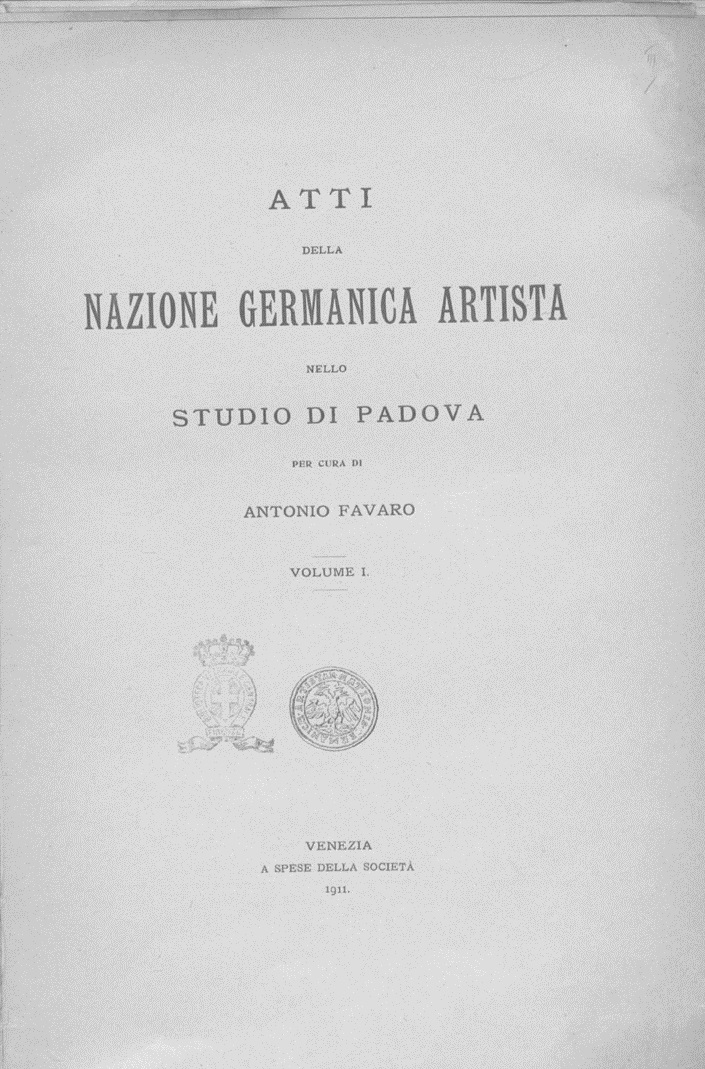
Atti della nazione Germanica artista, nello Studio di Padova, 1911

Наиболее крупные из трудов Фаваро по графической статике:
- «Prime operazioni del calcolo grafico» («Atti del Reale Istituto Veneto di scienze, lettere ed arti», I, 1871—73);
- «La statica grafica nell’insegnamento tecnico superiore» (там же, II, 1873);
- «Lezioni di statica grafica» (Падуя, 1877); «Norme di costruz. per aumentare la resistenza d. edifizi contro terremoti» (Венеция, 1883).

Наиболее крупные из трудов Фаваро по истории математике:
- «Mezzi usati d. antichi per attenuare le consegu. d. terremoti» (Венеция, 1874—75);
- «Intorno alle opère di Alfredo Clebsch» («Giornale matematiche pubblicato da g. Battaglini», XII, 1874);
- «Notizie storiche sulle frazioni continue dal secolo decimoterzo al decimosettimo» ("Bullettino di bibliografia e di storia delle seienze matematiche e fisiche, изд. В. Boncompagni, VII, 1874);
- «Della vita e degli scritti di Serafino Rafaeles Minich» («Atti d. Ist. Ven.». 1884);
- «Gli scritti inediti di Leonardo da Vinci secondo gli ultimi studi» (там же, III, 1885);
- «Ulteriori ragguagli sulla pubblicazione dei manoscritti di Leonardo da Vinci» (там же, I, 1890);
- «Le matematiche nello studio di Padova dal principio del secolo XIV alla fine del XVI» (1880);
- «Intorno alla vita ed ai lavori di Tito Livio Burattini fisico a gordino del secolo XVII» («Mem. d. Ist. Ven.», XXV, 1896);
- «Carteggio inedite di Ticone Brahe, Giovanni Keplero e di altri celebri astronomi e matematici del secolo XVI e XVII etc.» (Болонья, 1886).